# فریتز بوش

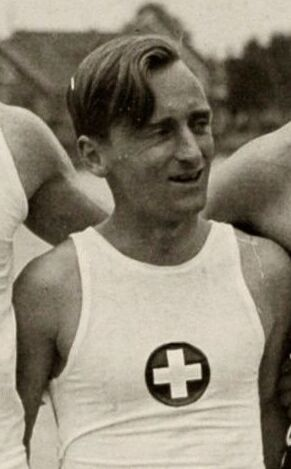
فریتز بوش

فریتز بوش (آلمانی: Fritz Bösch) قایقران روئینگ اهل سوئیس بود. وی برنده مدال  نقره روئینگ چهارنفره تک پارو در بازی‌های المپیک تابستانی ۱۹۲۸ شده بود. 